# Robigalia
I Robigalia erano una festività romana, tenuta in onore del dio Robigo.

## Descrizione
Ovidio descrive nel quarto libro dei Fasti la cerimonia dei Robigalia: una processione di persone tutte vestite di bianco, guidate dal flamine quirinale, si dirige al bosco sacro del dio al quinto miglio della via Clodia
(l'attuale sesto miglio della via Cassia) e qui il flamine sacrifica una cagna e una pecora bidente (cioè di due anni). Poi si svolgevano anche gare di corsa. Si è supposto che a causa del cambiamento di genere della divinità sia cambiato anche il genere delle vittime, per cui in origine dovevano essere sacrificati un cane e un montone.
Il motivo del sacrificio canino è spiegato dallo stesso flamine a Ovidio: quando la "Stella del Cane" (cioè Sirio) appare in cielo inizia la stagione calda (canicola) e c'è il pericolo che le messi maturino troppo presto; per scongiurare questo pericolo viene sacrificato un cane (o cagna) in analogia al nome della costellazione. In realtà è probabile che il cane fosse sacrificato in quanto animale legato a divinità infere come Robigo.